# Фрірен (персонаж)
Фрірен (яп. フリーレン, Furīren) — це головна героїня японської манґи Проводжальниця Фрірен, написана Канехіто Ямадою та проілюстрована Цукасою Абе. Фрірен була членом команди авантюристів, яку очолював герой Гіммель. Вони перемогли Короля демонів і відновили мир у світі після десятирічної подорожі. Возз'єднавшись зі своєю командою через п'ятдесят років, Фрірен виявляє, що її товариші значно постаріли, а Гіммель помирає від старості після останньої спільної пригоди, щоб побачити метеоритний дощ. Під час похорону Фрірен відчуває провину за те, що не намагалася краще пізнати його. Потім Фрірен відвідує інших своїх колишніх товаришів і в процесі бере собі в учні дівчину на ім'я Ферн. Вона також отримує запрошення відправитися в подорож до місця спочинку душ на далекій півночі, де вона прагне знову побачити Гіммеля, гідно попрощатися з героєм і висловити свої почуття. Щоб виконати ці побажання, Фрірен вирушає в подорож разом з Ферн, продовжуючи при цьому своє захоплення вивченням магії.
Спочатку Ямада задумала Фрірен як комічного воїна, проте згодом відмовилася від цієї ідеї та вирішила зробити її ельфійкою, яка розвивається протягом історії, значною мірою про Гіммеля. В аніме-адаптації її озвучує Ацумі Танедзакі японською та Маллорі Родак англійською. Відгуки про персонажа були здебільшого схвальними завдяки тому, як серія зосереджується на її погляді на життя та прагненні стати кращою. Дослідження її темного минулого також отримало чимало похвал за те, як воно змінює погляди людей на неї.

## Створення
Творець серії Канехіто Ямада спочатку уявляла Фрірен як головну героїню комедійної манґи, де вона була одержима вбивством демонів. Під час планування серії редактор Кацуму Огура був вражений мистецтвом Цукаси Абе і запропонував йому працювати з Ямадою. Ямада була вражена першою ілюстрацією Фрірен, вважаючи, що головна героїня має ауру людяності. Коли вона попросила його намалювати персонажа Фрірен, Ямада сказала: «Якщо це та людина, будь ласка, зроби це». Абе був призначений відповідальним за анімацію. Після декількох переглядів комедії, авторка прийшла до ідеї зробити ельфійку з довгим життям головною героїнею. Попри смерть героя Гіммеля, його поява у флешбеках була написана таким чином, щоб відображати емоційний розвиток Фрірен. Коли з'являється Гіммель, авторка відчуває, що історія стає більш цілісною. Навіть якщо це сумно, присутній катарсис. Для аніме-адаптації від Madhouse, режисер Кейічіро Сайто зазначив, що Ферн зазнала декількох змін у наративі, оскільки її розвиток сильно впливає на Фрірен.
Пісня «Yuusha» взята з новели під назвою Fanfare for Frieren (яп. 奏送, латиніз.: Sōsō), написаної Джіро Кісо та під керівництвом Ямади. Історія розповідає про головну героїню Фрірен, яка відвідує маленьке містечко під назвою „Місто музики“ через п'ять років після смерті героя Гіммеля. Вона отримує складне завдання від літньої жінки, яку зустрічає в місці, наповненому музикою. Історія втілює емоційні зміни головної героїні Фрірен і її спогади про героя Гіммеля, виражаючи самотню та меланхолійну атмосферу аніме. Спочатку тема відкриття зосереджувалася б на світогляді подорожі Фрірен, однак автор пісні Аясе був незадоволений оригінальною версією пісні, яка, на його думку, занадто сильно наголошувала на атмосфері. Тому Аясе вирішив переробити пісню навіть після того, як подав її першу версію команді аніме.
В оригінальній доріжці аніме-адаптації, роль Фрірен озвучує Ацумі Танедзакі. Через вік Фрірен, Танедзакі вирішила використовувати свій найнижчий регістр для виконання реплік[уточнити]. Вона також прагнула передати загалом розслаблений тон твору у своїй озвучці. Маллорі Родак озвучує Фрірен в англійському дубляжі. Родак була рада озвучувати Фрірен, оскільки їй сподобався цей персонаж.

## Біографія вигаданого персонажа
Фрірен — ельфійська магиня, яка була членом групи, що перемогла Короля демонів. Хоча вона виглядає дуже молодою, вона народилася в довгоживучій расі ельфів і живе вже понад тисячу років. Вона надає перевагу проводити свої дні, шукаючи та вивчаючи рідкісні заклинання. Через те, що відчуття часу у Фрірен дуже відрізняється від людського, вона має великий ступінь терпіння і може спокійно чекати місяці або навіть роки для досягнення навіть малих цілей. Її відчуття часу також призводить до того, що люди вважають її відчуженою та нечутливою до емоцій.
Фрірен виросла в селі без назви, яке було знищене під час нападу сил Короля демонів. Втікши від цього нападу, вона була взята під опіку людською магинею на ім'я Фламме і почала вивчати магію під її керівництвом. Століттями пізніше вона приєдналася до групи Гіммеля, і після десятирічної подорожі їхня група перемогла Короля демонів. Після цієї перемоги група розпалася, і після того, як Гіммель помер від старості, Фрірен шкодувала, що не стала ближчою до нього за його життя. Як наслідок, вона розпочала нову подорож, щоб дізнатися більше про людство. У цій другій подорожі її супроводжує людська учениця Ферн. Фрірен почала наставляти Ферн на прохання свого колишнього товариша по команді Гейтера. Метою Фрірен є досягти регіону Ауреоле, області на далекій півночі, де, як вважається, спочивають душі померлих, в надії знову побачити Гіммеля і гідно попрощатися з ним.